# Come and Get It (песня)
«Come and Get It» (с англ. — «Приди и получи») — песня, написанная Полом Маккартни для фильма «Чудотворец» (1969) и ставшая известной благодаря её исполнению группой Badfinger.

## Версия «Битлз»
Маккартни записал демоверсию данной песни в одиночку 24 июля 1969 года, прибыв на очередную сессию звукозаписи «Битлз» несколько раньше остальных участников группы. Все партии он исполнял самостоятельно (Джон Леннон присутствовал в аппаратной, но от участия в записи отказался). Первым дублем была записана партия фортепиано и основной вокал; вторым дублем была записана ещё одна вокальная партия для последующего их сведения и партия маракасов; третьим дублем были записаны партии ударных; четвёртым дублем Маккартни записал партию бас-гитары. В общей сложности на запись ушло менее часа.
Текст песни представляет собой слабо завуалированный комментарий в отношении финансового состояния корпорации Apple Corps. Данная запись долгое время распространялась лишь на бутлегах. Несмотря на то, что единственным автором и исполнителем этой песни был Маккартни, песня была официально выпущена в качестве песни «Битлз» на альбоме Anthology 3 в 1996 году.

## Версия Badfinger
2 августа 1969 года Маккартни представил данную демозапись группе Badfinger (тогда ещё носившую название The Iveys). Он предложил записать её (вместе с ещё двумя оригинальными песнями The Iveys) для фильма «Чудотворец» (с создателями которого у Маккартни был подписан контракт на три песни; при этом сам Маккартни пообещал выступить продюсером). Группа дала согласие; её участники также согласились выполнить условие Маккартни о том, что песня «должна звучать так же, как и представленное демо». Маккартни лично прослушал четырёх участников группы, решив в конце концов, что вокальную партию данной песни будет исполнять Том Эванс.
Запись песни при непосредственном участии Маккартни (он руководил процессом, а также записал партии добавочного вокала и бубна) была осуществлена 2 августа 1969 года. Версия группы звучит несколько быстрее, чем демоверсия Маккартни; на бутлегах имеет хождение один из промежуточных дублей той сессии — в нём Маккартни сам исполняет основной вокал.
Сингл с данной песней (вместе с композицией «Rock of All Ages» на стороне «Б») был выпущен в Великобритании 5 декабря 1969 года (группа к тому времени уже сменила своё название с The Iveys на Badfinger), однако его выход в США состоялся лишь 12 января 1970 года. Сингл стал успешным для группы, достигнув четвёртой позиции в чартах Великобритании и седьмой позиции в чартах США.
Песня стала основной музыкальной темой фильма «Чудотворец» (в котором снимался и один из участников «Битлз» Ринго Старр).

## Другие версии песни
Известны кавер-версии данной песни в исполнении перуанской группы We All Together (данная запись опубликована на одноимённом альбоме 1972 года), Элтона Джона (его версия вышла на альбоме Red Dwight’s Piano Goes Pop в 1994 году), а также кавер-версии ряда других исполнителей.
В 2015 году свою версию записала супергруппа Hollywood Vampires при участии самого Маккартни, сыгравшего на пианино, басу и спевшего основную партию.